# Philip Guston
Philip Guston (Montreal, 27 de Julho de 1913 — Woodstock, Nova Iorque, 7 de Junho de 1980) foi um importante pintor norte-americano. 

## Biografia / Obra
Nascido no Canadá, no seio de uma família judia oriunda de Odessa, Guston  passou a maior parte da infância e juventude em Los Angeles, onde fez amizade com Jackson Pollock. Foi um artista em grande parte autodidata; não completou o ensino secundário e apenas frequentou o Otis Art Institute durante um breve período.
A sua obra inicial pode conotar-se com as preocupações político-sociais do Movimento Muralista Mexicano. Em 1934 realiza - em parceria com Reuben Kadish -, um grande mural em Morelia, México, a convite de David Alfaro Siqueiros. Em 1935 fixa-se em Nova Iorque, realizando murais para o WPA (Federal Arts Project / Works Progress Administration), e em 1941 parte para Iowa City, para ensinar na School of Art and Art History; postas de parte as grandes encomendas, dedica-se a uma arte mais íntima e pessoal.
Na década de 1950 regressa a Nova Iorque, abandona a figuração e integra-se na corrente abstracta emergente – Escola de Nova Iorque / Expressionismo Abstracto –, a par de Mark Rothko, Willem de Kooning ou Jackson Pollock. O seu trabalho integra a grande exposição The New American Painting, organizada pelo Museu de Arte Moderna de Nova Iorque em 1958, que dá a conhecer, na Europa, os mais importantes artistas do movimento.
Em 1962 realiza uma grande exposição retrospectiva no Guggenheim Museum de Nova Iorque. A partir de 1968 regressa à figuração, apresentando os primeiros trabalhos dessa nova via numa exposição controversa na Marlborough Gallery de Nova Iorque em 1970.
No fim  da década de 1960, Guston começa a exprimir dúvidas  sobre a arte abstrata perante a violença do mundo contemporâneo (racismo do Ku Klux Klan, guerra do Vietnam). Ele opera então uma verdadeira viravolta rumo à figura com pinturas e desenhos povoados por seres inquietantes e grotescos, inspiradas pela figura do Klansman (o integrante do Ku Klux Klan).Este novo stilo é violentamente criticado pelo New York Times (Hilton Kramer) e pelo Time Magazine (Robert Hughes). A maioria dos críticos consideram que a volta a uma arte figurativa reminiscente aos cartoons constitui uma traição. Na década de 1970 Guston isola-se em Woodstock, e realiza uma obra intensamente pessoal, antecipando e influenciando a figuração expressionista que haveria de se afirmar internacionalmente já depois da sua morte. Se pode afirmar hoje que pintores como Baselitz, Dana Schutz, Amy Sillman, e muitos artistas figurativos de hoje nos Estados Unidos ou na Europa foram marcados pela revolução figurativa iniciado por Philip Guston.